# Too Big to Fail
Too Big to Fail (bra Grande Demais para Quebrar) é um telefilme norte-americano de 2011, dirigido por Curtis Hanson para o canal HBO, com roteiro de Peter Gould baseado no livro homônimo do jornalista Andrew Ross Sorkin.

## Sinopse
A Grande Recessão do ponto de vista do Secretário do Tesouro americano Henry Paulson. O telefilme inicia com o pedido de ajuda de Dick Fuld, CEO do banco Lehman Brothers a Paulson, especificamente que contacte Warren Buffett, o homem mais rico do mundo. Buffet propõe um valor de compra da Lehman mas Fuld não aceita. As ações do banco continuam a cair e um grupo diretores força Fuld a demitir dois de seus funcionários mais próximos, o COO Joe Gregory e a CFO Erin Callan. Um grupo financeiro coreano também negocia a compra do banco mas desistem após intervenção desastrada de Fuld.
Fannie Mae e Freddie Mac, empresas do mercado americano de hipotecas, sofrem intervenção do governo. Paulson reúne os CEOs dos maiores bancos do país (Jamie Dimon do JPMorgan Chase, Lloyd Blankfein da Goldman Sachs, John Mack do Morgan Stanley, John Thain do Merrill Lynch e Vikram Pandit do Citigroup), para que eles próprios absorvam o ônus da compra do Lehman, possivelmente pelo Barclays. Apesar de preferirem as mesmas facilidades dadas pelo governo americano em caso parecido (Bear Stearns), relutantemente aceitam contribuir. Entretanto, o Barclays dificulta a aquisição, e sem mais tempo, a Lehman é obrigada a pedir concordata. O processo afeta a Europa e a AIG em particular, que já acusava problemas. Timothy Geithner tenta a fusão dos bancos e Paulson apesar de resistir, envia projeto ao congresso americano do que viria a ser o Plano de resgate econômico de 2008, na esperança de o governo emprestar dinheiro aos bancos a fim de descongelar o crédito.

## Elenco
- William Hurt como Henry Paulson, Secretário do Tesouro dos EUA[3]
- Billy Crudup como Timothy Geithner, da Reserva Federal de Nova York[3]
- Paul Giamatti como Ben Bernanke, Presidente da Reserva Federal[3]
- Topher Grace como Jim Wilkinson, assistente do Secretário[3]
- James Woods como Dick Fuld, CEO da Lehman Brothers[3]
- Cynthia Nixon como Michele Davis, assistente do Secretário[3]
- Edward Asner como Warren Buffett[3]
- Michael O'Keefe como Chris Flowers, especialista em aquisições[3]
- Matthew Modine como John Thain, CEO do Merrill Lynch[3]
- Bill Pullman como Jamie Dimon, CEO da JPMorgan Chase[3]
- Tony Shalhoub como John Mack, CEO da Morgan Stanley[3]
- Ayad Akhtar como Neel Kashkari, assistente do Secretário[3]
- Kathy Baker como Wendy Paulson[3]
- Amy Carlson como Erin Callan, CFO da Lehman Brothers[3]
- Evan Handler como Lloyd Blankfein, CEO da Goldman Sachs[3]
- John Heard como Joe Gregory, COO da Lehman Brothers[3]
- Dan Hedaya como Barney Frank, deputado de Massachusetts[3]
- Peter Hermann como Christopher Cox, da Comissão de Títulos e Câmbio dos Estados Unidos[3]
- Chance Kelly como Bart McDade, Presidente e COO da Lehman Brothers[3]
- Tom Mason como Bob Willumstad, CEO da AIG[3]
- Ajay Mehta como Vikram Pandit, CEO do Citigroup[3]
- Laila Robins como Christine Lagarde, Ministra das Finanças da França[3]
- Victor Slezak como Greg Curl, executivo do Bank of America[3]
- Joey Slotnick como Dan Jester, assistente do Secretário[3]
- Steve Tom como Chris Dodd, senador de Connecticut[3]
- Casey Biggs como Richard Kovacevich, CEO da Wells Fargo[3]
- Andrew Ross Sorkin - como jornalista[3]
- Linda Glick como Nancy Pelosi, presidente da Câmara dos Deputados[3]

## Prêmios
O telefilme recebeu 11 indicações ao Emmy Awards 2011[carece de fontes?] e Paul Giamatti, como Ben Bernanke, foi premiado como melhor ator em minissérie ou filme para televisão[carece de fontes?] no SAG 2012.